# ابوالظهور
أبو الظهور در سوریه است که در استان ادلب واقع شده‌است.

## خصوصیات
أبو الظهور ۱۰٬۶۹۴ نفر جمعیت دارد.